# Порепані чоботи
Порепані чоботи — популярна збірка українських весільних і жартівливих пісень, в музичному стилі фолк. Перший варіант збірки був виданий у 2001 році на аудіокасетах містив 20 пісень, згодом з'явилося декілька варіантів збірки на аудіокасетах. 2005 році збірка вийшла на компакт диску, згодом виходили розширені збірки пісень найбільша включає 203 пісні, інколи збірка видається під іншими назвами наприклад «Весільна програма Порепані чоботи», «Пісні для весілля». Більшість пісень в збірці є народними і написаними у різні історичні періоди. Назва збірки походить від змісту пісні «Чоботи» хоча часто вона теж отримує однойменну назву. Збірка видається багатьма тисячами примірників і є однією з найпопулярніших збірок весільних і жартівливих пісень України.

## Список пісень з першого варіанту збірки
- 01. Тещу в чоботи взуваю
- 02. Чари
- 03. Кухарка
- 04. Де ти взялась
- 05. Їхав Василь
- 06. Підманула, підвела
- 07. Дай кума
- 08. Стара баба
- 09. Тече вода каламутна
- 10. Чоботи
- 11. Чорна редька
- 12. Весілля
- 13. Ой, кум та кума
- 14. Бджоли
- 15. Виноград
- 16. Порепані чоботи
- 17. Калабаня
- 18. Смерека
- 19. Темна хмара
- 20. Два дубки